# Hercules (Kalifornija)
Hercules je grad u američkoj saveznoj državi Kalifornija. Prema popisu stanovništva iz 2010. u njemu je živjelo 24.060 stanovnika.